# 호소카와 시게카타

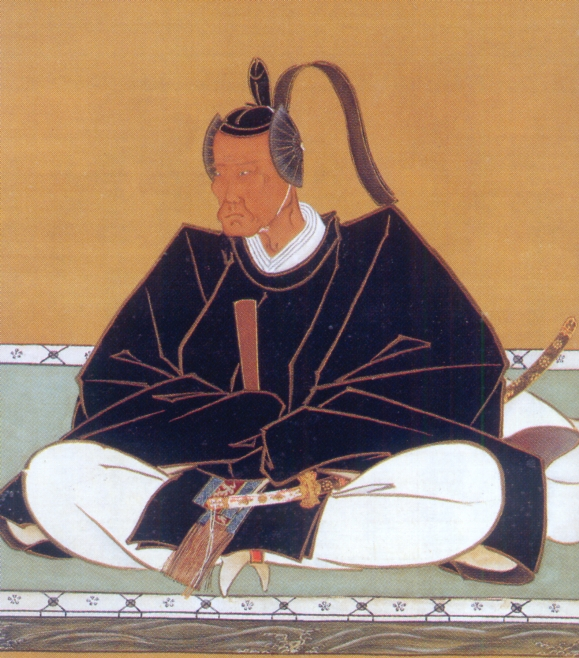
호소카와 시게카타

호소카와 시게카타(細川重賢, 1721년 ~ 1785년)는 히고 구마모토번 제6대 번주(藩主)이자 구마모토번 호소카와가 제7대 당주이다.
구마모토번주 호소카와 노부노리의 5남으로 태어났다.
번정 개혁 ‘호레키 개혁’을 단행해 파탄 직전의 번 재정을 재건하고, 교육·산업 진흥, 형법 개정 등 다양한 개혁을 실시했다.
번교 ‘지슈칸’과 일본 최초의 공립 의학교 ‘재춘관’ 설립, 전매제 도입, 형법의 근대화 등 선진적인 정책을 추진했다.
그 업적은 이후 우에스기 요잔 등 다른 번의 번주들에게도 큰 영향을 주었다.

## 같이 보기
- 도쿠가와 하루사다와 같이 "기슈의 기린, 히고의 봉황"이라 불렸다.

| 전임 호소카와 무네타카 | 제6대 구마모토번 번주 (히고 호소카와가) 1747년 ~ 1785년 | 후임 호소카와 하루토시 |